# Vanó Muradeli
Vanó Muradeli   (Gori, 24 de març de 1908 (Julià) - Tomsk, 14 d'agost de 1970), rus: Вано́ Ильи́ч Мураде́ли, Vanó Ilitx Muradeli, armeni: Վանո Իլիայի Մուրադյան, Vanò Iliaí Muradian, georgià: ვანო ილიას ძე მურადელი Vanó Ilias dze Muradeli, nascut Ivan Ilitx Muràdov, rus: Ива́н Ильи́ч Мура́дов, fou un compositor i director d'orquestra soviètic.

## Biografia
Ivan Muràdov va néixer a Gori, llavors part de la gubèrnia de Tiflis de l'Imperi Rus (actual Geòrgia) de pares georgians i armenis.
Nascut a la mateixa ciutat que Ióssif Stalin, fou un fervent estalinista en la seva joventut. Va canviar el seu cognom a la manera georgiana per tal d'apropar-lo en so al cognom Djugaixvili. A més, va canviar el seu nom a la manera georgiana i es va identificar com a georgià. Va escriure a les seves memòries que a cinc anys només parlava georgià. Els seus contemporanis de Moscou el percebien a l'edat adulta com un georgià.
El 1925-1926 va estudiar a l'escola musical de Tiflis (actualment Tbilisi. El 1931 es va graduar al Conservatori de Tiflis (classe de composició de Sarguis Barkhudarian i Vladímir Sxerbàtxov, classe de direcció de Mikhaïl Bagrinovski. De 1934 a 1938 va estudiar composició al Conservatori de Moscou amb Nikolai Miaskovski i Borís Xékhter. Del 1939 al 1948 Muradeli va ser membre del Presidium del Comitè Organitzador de la Unió de Compositors Soviètics. El 1942-1944, durant la Gran Guerra Patriòtica, va exercir com a cap i director artístic del Conjunt Central de Cançó i Dansa de la Marina Soviètica. El 1942 el compositor es va incorporar al PCUS.
El 1948 Muradeli va ser exiliat a la part asiàtica de la Unió Soviètica. El motiu fou la seva òpera Velikaia drujba, rus: Великая дружба, "La gran amistat". La resolució del Politburó del Comitè Central del Partit Comunista de Bolxevics de tota la Unió sobre l'òpera "La gran amistat" de V. Muradeli del 10 de febrer de 1948, publicada al diari Pravda l'11 de febrer de 1948, condemnava el formalisme en la música i declarava l'òpera de Vanó Muradeli "La gran amistat" obra antiartística viciosa. Muradeli va ser rehabilitat el 1958. El 1959-1970, va ser el president de l'organització de Moscou de la Unió de Compositors. Entre 1960 i 1970, va ser el secretari de la junta de la Unió de Compositors de Rússia. El 1968-1970, secretari de la Junta de la Unió de Compositors Soviètics.
La seva tomba es troba al cementiri de Novodévitxi a Moscou.

## Obres
A més de l'òpera La gran amistat, Muradeli va escriure dues simfonies, diverses obres orquestrals i corals, música de cinema i teatre, així com moltes cançons i cors. El 1946 va rebre el premi Stalin per la seva 2a simfonia La guerra d'alliberament. Les següents obres de Muradeli són especialment conegudes:

### Cançons i peces corals
- Guimn Moskve, rus: Гимн Москве ("Himne a Moscou", 1947)
- Guimn Mejdunarodnogo soiuza studéntov ("Himne de la Unió Internacional d'Estudiants", 1949)
- Pàrtia — naix rulevoi, rus: Партия — наш рулевой ("El partit és el nostre timoner", 1952)
- Pésnia o Lénine, rus: Песня о Ленине ("La cançó de Lenin", 1954)
- Bukhenvaldski nabat, rus: Бухенва́льдский наба́т ("La campana de Buchenwald", 1958)

### Simfonies
- Simfonia núm. 1 en si menor En memòria de Serguei Kírov (1938)
- Simfonia núm. 2 en re major La guerra d'alliberament (1945)

### Obres tardanes
- Oktiabr, rus: Октябрь (Òpera "Octubre", Moscou 1962)
- Dévuixka s golubimi glazami, rus: Девушка с голубыми глазами (opereta "La noia dels ulls blaus", Moscou 1966)